# Lycodon

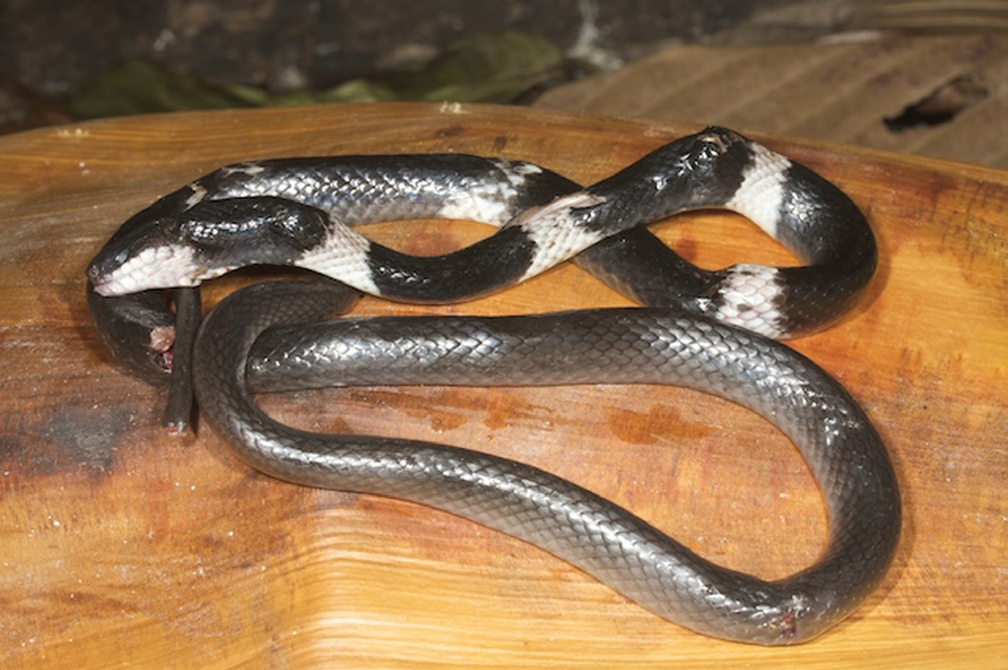
Rắn khuyết khoanh ở Letefoho, Đông Timor.

Lycodon là một chi rắn colubridae, trong tiếng Việt gọi là rắn khuyết, còn trong tiếng Anh thường gọi là wolf snake (rắn sói), còn tên Latin mới Lycodon lấy từ tiếng Hy Lạp λύκος (lykos) nghĩa là sói và δόν (don) nghĩa là răng, đề cập đến các răng trước ở hàm trên và hàm dưới giống như răng nanh.

## Phân loại
Chi Lycodon gồm 35 loài được công nhận.
- Lycodon alcalai Ota & Ross, 1994
- Lycodon aulicus (Linnaeus, 1758)
- Lycodon bibonius Ota & Ross, 1994
- Lycodon butleri Boulenger, 1900
- Lycodon capucinus F. Boie, 1827
- Lycodon cardimomensis Daltry & Wüster, 2002
- Lycodon chrysoprateros Ota & Ross, 1994
- Lycodon dumerili (Boulenger, 1893)
- Lycodon effraenis Cantor, 1847
- Lycodon fasciatus (Anderson, 1879)
- Lycodon fausti Gaulke, 2002
- Lycodon ferroni Lanza, 1999
- Lycodon flavicollis Mukherjee & Bhupathy, 2007
- Lycodon flavomaculatus Wall, 1907
- Lycodon futsingensis (Pope, 1928)
- Lycodon gongshan Vogel & Luo, 2011
- Lycodon jara (Shaw, 1802)
- Lycodon kundui M.A. Smith, 1943
- Lycodon laoensis Günther, 1864 - rắn khuyết Lào
- Lycodon mackinnoni Wall, 1906
- Lycodon muelleri Duméril, Bibron & Duméril, 1854
- Lycodon multifasciatus (Maki, 1931)
- Lycodon ophiophagus Vogel et al., 2009
- Lycodon osmanhilli Taylor, 1950
- Lycodon paucifasciatus Rendahl in M.A. Smith, 1943
- Lycodon ruhstrati (Fischer, 1886)
- Lycodon solivagus Ota & Ross, 1994
- Lycodon stormi Boettger, 1892
- Lycodon striatus (Shaw, 1802)
- Lycodon subcinctus F. Boie, 1827 - rắn khuyết khoanh
- Lycodon synaptor Vogel & David, 2010
- Lycodon tessellatus Jan, 1863
- Lycodon tiwarii Biswas & Sanyal, 1965
- Lycodon travancoricus (Beddome, 1870)
- Lycodon zawi Slowinski et al., 2001[4]
- Lycodon zoosvictoriae